# František Kůrka
František Kůrka (Praga, 26 settembre 1903 – Praga, 19 giugno 1952) è stato un pallanuotista cecoslovacco.
È stato un membro della Cecoslovacchia che ha partecipato ai Giochi di Parigi 1924.
Con lo Sparta Praga vinse tre volte il titolo di campione nazionale di pallanuoto: 1922, 1923 e 1933, concludendo la carriera sportiva attiva nel 1934.